# タベドリ
『エロスの晩餐 タベドリ 仕事終わりのAV女優と食事デートをしてみたら…』（エロスのばんさん タベドリ しごとおわりのエーブイじょゆうとしょくじデートをしてみたら）は、2018年10月16日からAbemaTVで配信されているバラエティ番組である。番組略称は『タベドリ』。

## 内容
「AbemaTVオープン化コンテンツプログラム」から企画された「性欲×食欲 知的バラエティ」。
各界著名人からなる性欲表現に自信ある“エロス四天王”たちが、“仕事終わりのセクシー女優”と食事デートをし、食事をするセクシー女優の表情を1vs1で撮影＝「タベドリ」。自らのエロ哲学を映像表現に落とし、ご飯を食べるだけの女優をいかにエロスを感じさせる映像作品にするかを競い合う。
番組前半は店舗選びから始まるメイキング模様をエロス四天王各々のエロ哲学とともに追い、10分程度に編集した作品をスタジオ鑑賞。後半は批評家として招かれた映像作家が改善点を指摘。撮影テクニックを学ぶ構成となっている。

## 出演者

### スタジオMC
- ジェリー・ピーチ[2]
片言の日本語で司会進行する謎のフランス人モデル。基本的にはカンペを読むのみで、空気を読まずに仕切ったり、ツッコむ。
- 山﨑ケイ
ジェリー・ピーチのアシスタント、サポート的な役割を果たす。

### エロス四天王
各界を代表する性欲表現者。それぞれ独自のエロ哲学を持ち、メガホンをとる。エロ四天王とも表記される。
- ケンドーコバヤシ
業界一のエロス芸人。リーダーとして実質的なMCも行なう。
- オードリー春日
お笑い界随一の熟女マニア。四天王に選出されたことに驚きを抱くが、「食レポはセックス」とこだわりは強い。本来はふくよかな女性を愛するが、万人向けをめざし撮影モデルには友田彩也香を選択した。
- t-Ace
クズで女たらしのミュージシャン。自称・エロ神クズお[2]。精神的に追い詰めるのが好きという理由で、スタッフはM女優の白咲ゆずをブッキング[4]。おしっこを我慢させて、食事もひたすら我慢させ、焦らした後の一口の撮影に挑む。
- Kダブシャイン
ラップ界の変態。熟年男を代表し、食と官能の世界を表現する[2]。女優は長瀬麻美をセレクト[4]。食べてる長瀬を隠し撮りするが、編集作業をADに任せたことでひと悶着。

### その他スタジオ出演者
- 薗田賢次
映画監督。評論家として参加。スタジオではエロス四天王の向かって右横に座るが、常にビデオカメラを持ち、カメラ越しに映像を見ているという特異な設定。
- 小西まりえ
- 南梨央奈
”撮影を終えたAV女優”という設定で出演者後ろの金網“オクタゴン”にビキニ姿で控える。番組後半、批評部分では薗田らの撮影モデルとなり、四天王コバヤシの被写体にも選ばれる[5]。

## スタッフ
- 構成：武田郁之輔
- 音効：佐藤新之介
- CAM：芳川和也、鴨下達也
- AUD：後藤龍幸
- AD：今田絵梨香　田澤大地
- 技術協力：SWISH JAPAN、東京オフラインセンター
- 撮影協力：Tokyo Fight Club
- AP：橋本美和
- ディレクター：永井雄一、和田彩
- 総合演出：柳信也
- エグゼクティブプロデューサー：金子達也、藤木友一
- プロデューサー：安藤元気
- 制作協力：Solomon I&I Production、ABRE、GOTTIC
- 制作著作：AbemaTV